# Tales of the Teenage Mutant Ninja Turtles
Tales of the Teenage Mutant Ninja Turtles (Tartarugas Ninja: Histórias Mutantes no Brasil) é uma série de desenho animado estadunidense desenvolvido para o serviço de streaming Paramount+. É baseado nos personagens Teenage Mutant Ninja Turtles criados por Peter Laird e Kevin Eastman, é ambientado no universo do filme Mutant Mayhem (2023) e serve como uma ponte entre o filme e uma sequência planejada. A série segue as Tartarugas enquanto elas navegam em suas vidas duplas como adolescentes e heróis na cidade de Nova York.
Micah Abbey, Shamon Brown Jr., Nicolas Cantu, Brady Noon e Ayo Edebiri reprisam seus papéis de voz de Mutant Mayhem. Durante a produção do filme, seus produtores Seth Rogen e Evan Goldberg receberam aprovação para desenvolver uma série de televisão de streaming canônica. A série foi anunciada em julho de 2023, com Christopher Yost e Alan Wan como produtores executivos e showrunners. É produzida pelo Nickelodeon Animation Studio e Point Grey Pictures, e Titmouse fornece animação.
Tales of the Teenage Mutant Ninja Turtles estreou no Paramount+ em 9 de agosto de 2024, com todos os 12 episódios com avaliações positivas dos críticos.
No Brasil, a série estreou primeiramente na Paramount+ Brasil em 10 de agosto de 2024, e estreou em 11 de agosto no canal Nickelodeon Brasil.

## Premissa
Situado dois meses após os eventos do filme Teenage Mutant Ninja Turtles: Mutant Mayhem (2023), a série segue as Tartarugas enquanto elas navegam em suas vidas duplas como adolescentes e heróis na cidade de Nova York. No primeiro arco de história, as Tartarugas são separadas enquanto enfrentam Bishop, um vilão que planeja eliminar todos os mutantes. Eles devem lidar com a solidão pela primeira vez e se reunir para salvar a espécie mutante. No segundo arco, as Tartarugas entram em conflito com um grupo de mutantes aquáticos conhecido como East River Three.

## Elenco e personagens
- Micah Abbey como Donatello: O guru da tecnologia das Tartarugas que usa um bastão bō em combate. Ele gosta de anime e videogames.[6][7]
- Shamon Brown Jr. como Michaelangelo: O brincalhão divertido das Tartarugas que usa nunchucks. Ele deseja ser um comediante ficar-de-pé.[6][7]
- Nicolas Cantu como Leonardo: O líder das Tartarugas que usa duas katanas. Ele tem um interesse romântico em April O'Neil.[6][7][8]
- Brady Noon como Raphael: O músculo das Tartarugas que usa um par de sai. Ele tem uma atitude de "lute primeiro, pergunte depois".[6][7][9]
- Ayo Edebiri como April O'Neil: Um repórter do ensino médio e a amiga humana das Tartarugas.[6][7]
- Splinter é um rato mutante e o pai adotivo e mentor das Tartarugas.[7] Ele foi dublado anteriormente por Jackie Chan em Mutant Mayhem, mas só fala em uma língua sem sentido chamada "vermin" em Tales.[10] Fred Tatasciore fornece a voz e é creditado como "Splinter Vermin".[11]

### Recorrente e convidado
- Rose Byrne como Leatherhead: Uma crocodilo australiana mutante e membro dos Mutanimals, um grupo que se alia às Tartarugas. Ela costumava ser membro da gangue de Superfly, o vilão principal em Mutant Mayhem.[6]
- Natasia Demetriou como Wingnut: Um morcego mutante e o gênio mecânico dos Mutanimals. Ela costumava ser um membro da gangue de Superfly e compartilha um vínculo próximo com Donatello.[6][7]
- Austin Post como Ray Fillet: Uma arraia-manta mutante e membro dos Mutanimals. Ele costumava ser um membro da gangue de Superfly e se comunica principalmente cantando seu nome.[6][7]
- Amad Jackson como Genghis Frog: Um sapo mutante que empunha um machado de batalha. Ele costumava ser um membro da gangue de Superfly. Jackson substitui Hannibal Burress de Mutant Mayhem.[12][7]
- Alex Hirsch como Scumbug: Uma barata mutante e interesse amoroso de Splinter.[13][7][14]
- Alanna Ubach como Dra. Josefina Bishop: Uma inventora brilhante que acredita que os mutantes são uma ameaça à humanidade.[15] Ela é recrutada pela Força de Proteção da Terra (EPF).[16]
- Pete Davidson como Rod Underwood, Jr: Um garoto rico e preguiçoso que deseja ser um mutante.[15]
- Christopher Mintz-Plasse como Pigeon Pete: Um pombo mutante e membro dos Mutanimals. Ele foi mutado por uma amostra do sangue de Michelangelo.[6]
- Timothy Olyphant como Goldfin: Um peixe dourado mutante e líder do grupo vilão, o East River Three. O grupo foi mutado quando a máquina de Superfly caiu no oceano em Mutant Mayhem.[6]
- Jillian Bell como Lee the Eel: Uma enguia mutante e membro do East River Three.[6]
- Danny Trejo como Mustang Sally: Um cavalo-marinho mutante e membro do East River Three.[6]
- Carlin James e Jamila Velasquez como Hun e Angel: Membros da gangue de rua Purple Dragons.[5]

## Episódios
| N.º | Título                                                                                      | Lançamento original | Escrito por      | Exibição original (Nickelodeon) | Exibição no Brasil     |
| --- | ------------------------------------------------------------------------------------------- | ------------------- | ---------------- | ------------------------------- | ---------------------- |
| 1 | "Leo Nardo se Vira Sozinho (BR)" "Leo Nardo Stands Alone!"                                  | 9 de agosto de 2024 | Christopher Yost | ASA                             | 11 de agosto de 2024   |
| Dois meses após derrotar Superfly, as Tartarugas — Michelangelo, Leonardo, Raphael e Donatello — agora são reverenciados como heróis pela cidade de Nova York. A caminho de uma festa à fantasia, as Tartarugas encontram uma vilã, Dra. Josefina Bishop, que tem uma agenda contra mutantes. O plano de derrotá-la sai pela culatra, resultando na separação deles pela cidade. Leonardo acaba em um beco e é perseguido por um dos robôs caçadores de mutantes de Bishop, chamado de "Mechazoid". Depois de perder o Mechazoid, Leonardo vai até a festa e se encontra com April O'Neil. Juntos, eles danificam gravemente o Mechazoid. Enquanto isso, Bishop observa nos monitores enquanto as outras Tartarugas são ameaçadas pelos Mechazoids. |                                                                                             |                     |                  |                                 |                        |
| 2 | "Mikey Faz a Coisa Certa (BR)" "Mikey Does the Right Thing"                                 | 9 de agosto de 2024 | Matthew Bass     | ASA                             | 11 de agosto de 2024   |
| Michelangelo e Roderick "Rod" Underwood Jr., assistente de Bishop que Michelangelo salvou depois que um Mechazoid o confundiu com um mutante e o atacou, fogem do robô em um caminhão de lixo. Depois de perder o Mechazoid, Michelangelo descobre que o pai de Rod financia Bishop e pede para Rod contatá-lo para detê-la. Rod concorda com a condição de que Michelangelo o transforme em um mutante. A dupla segue para o Zoológico de Nova York, onde Michelangelo se prepara para mutar Rod. Depois de alguns contratempos com a segurança noturna e um urso, Michelangelo injeta em Rod uma amostra falsa de seu sangue. O Mechazoid retorna enquanto Rod luta com Michelangelo por um frasco contendo a amostra real de seu sangue. O frasco cai em uma lixeira e é consumido por um pombo. Michelangelo nomeia o pombo, agora um mutante, Pete e derrota o Mechazoid. Rod descobre que seu celular foi quebrado em batalha, o que o impede de ligar para seu pai, então ele direciona Michelangelo à fábrica de Bishop para enfrentá-la.                                             |                                                                                             |                     |                  |                                 |                        |
| 3 | "Raphael Pensa Bem (BR)" "Raph Thinks It Through"                                           | 9 de agosto de 2024 | Christopher Yost | ASA                             | 11 de agosto de 2024   |
| Raphael é puxado para fora da água por membros da gangue de rua, os Dragões Púrpura. Depois de desmaiar, Raphael acorda na traseira de um caminhão, mas logo é jogado de volta à inconsciência por um membro maior dos Dragões Púrpura, Hun. Raphael então acorda novamente, acorrentado ao chão em uma fábrica de depenar galinhas com Hun observando-o, e os dois logo são acompanhados por Angel e outros membros dos Dragões Púrpura. Depois de algumas tentativas frustradas de fuga de Raphael, Kitsune, a líder dos Dragões Púrpura, entra na fábrica e diz a Raphael que planeja vendê-lo. Raphael distrai os Dragões Púrpura contando piadas relacionadas a galinhas antes de um Mechazoid invadir a fábrica. Em uma tentativa de matar Raphael, o Mechazoid acidentalmente o liberta das cordas. Raphael, Hun e Angel derrotam o Mechazoid juntos e, por um sinal de boa vontade, Hun e Angel deixam Raphael ir. Raphael vai ajudar seus irmãos na moto de Angel. |                                                                                             |                     |                  |                                 |                        |
| 4 | "Donnie Aguenta Firme (BR)" "Donnie Hangs Tough"                                            | 9 de agosto de 2024 | Alex Hanson      | ASA                             | 11 de agosto de 2024   |
| Donatello, sendo perseguido por um Mechazoid, vai para o metrô de Nova York para despistá-lo, onde ele encontra dois policiais. Donatello, algemado na delegacia de polícia do metrô, tenta explicar sua situação aos policiais. O Mechazoid invade a estação, e Donatello, depois de se libertar, vai embora. O Mechazoid eventualmente fica preso em uma catraca, levando Bishop a assumir o controle de todas as telas do metrô para se comunicar com Donatello. Donatello vai para um trem ocupado, e o Mechazoid vai atrás dele. Donatello tenta contar ao motorista a situação enquanto também usa um laptop para hackear o sistema de administração de Bishop. Bishop ganha o controle remoto do trem e desabilita os freios em uma tentativa de derrubá-lo. Donatello luta contra o Mechazoid e desliga seus sistemas usando o laptop, e o trem freia antes que ele possa colidir com o fim do túnel. Donatello começa a reconstruir e reprogramar o Mechazoid caído. |                                                                                             |                     |                  |                                 |                        |
| 5 | "Bishop Faz Sua Jogada (BR)" "Bishop Makes Her Move!"                                       | 9 de agosto de 2024 | Haley Mancini    | ASA                             | 11 de agosto de 2024   |
| Algum tempo atrás, Bishop convence o multimilionário Roderick Underwood Sr. a investir em sua empresa, "Bishop Robotics", com a condição de que ela empregue seu filho Rod. Um dia, enquanto Bishop e Rod trabalham em seu laboratório, Superfly destrói o prédio durante sua fúria na cidade de Nova York, esmagando Mechazoid Alpha, dedicado à irmã de Bishop, Elena. Bishop considera todos os mutantes uma ameaça e começa a criar Mechazoids para matá-los. Dois meses depois, Bishop atrai as Tartarugas para os estaleiros e as embosca com Mechazoids. Leonardo elabora um plano para reunir os Mechazoids no centro e esmagá-los com um contêiner de transporte usando um guindaste. Bishop descobre que os contêineres estão cheios de fogos de artifício e tenta detê-los. Leonardo corta as correntes do guindaste, causando uma explosão que dispersa as Tartarugas e Rod. Bishop assume que as Tartarugas estão mortas, mas logo descobre que elas sobreviveram e derrotaram seus Mechazoids. Sabendo que as Tartarugas estão vindo atrás dela, ela se prepara para a batalha. |                                                                                             |                     |                  |                                 |                        |
| 6 | "Noite dos Mecazoides (BR)" "Night of the Mechazoids"                                       | 9 de agosto de 2024 | Kevin Shinick    | ASA                             | 11 de agosto de 2024   |
| As Tartarugas chegam à fábrica de Bishop, se reúnem e enfrentam Bishop e seus Mechazoids. Os Mechazoids, agora evoluídos, identificam toda a vida como tendo o potencial de sofrer mutação e, portanto, uma ameaça. Bishop tenta parar os Mechazoids, mas eles começam a atacá-la. As Tartarugas salvam Bishop, e o Mechazoid reprogramado de Donatello, agora chamado Metalhead, vem em seu auxílio. As Tartarugas e Bishop declaram uma trégua e, com a ajuda de April e Rod, elaboram um plano para gerar um grande pulso elétrico para desligar os Mechazoids. Com a ajuda de Pigeon Pete, eles conseguem, embora Metalhead seja destruído em batalha. Bishop decide se entregar à Força de Proteção da Terra (EPF), que, impressionada com sua robótica, decide recrutá-la em sua luta contra os mutantes. As Tartarugas desistem da festa à fantasia e voltam para seu covil no esgoto. |                                                                                             |                     |                  |                                 |                        |
| 7 | "Rapha Contra a Água (BR)" "Raph vs. Water"                                                 | 9 de agosto de 2024 | Matthew Bass     | ASA                             | 9 de novembro de 2024  |
| As Tartarugas e Splinter, junto com seus aliados mutantes, estão presos no covil do esgoto devido a uma tempestade. Splinter insiste que as Tartarugas saiam de qualquer maneira e junta cada uma delas com um ou dois mutantes. Raphael sai com Scumbug e Ray Fillet para investigar um barulho de britadeira nas proximidades e encontra um trabalhador da construção civil, Steven, que explica que foi instruído a cavar um buraco até a superfície por um grupo de mutantes. Eles são então atacados por anêmonas marinhas mutantes que aprenderam a falar em comerciais de televisão. Depois de derrotar as anêmonas, Steven diz a Raphael que alguns mutantes associados às anêmonas planejam destruir o paredão e inundar a cidade de Nova York. Três novos mutantes chegam, e as anêmonas explicam a situação para eles, enquanto Raphael e os outros escutam a discussão. Raphael decide encontrar e avisar seus irmãos sobre essa nova ameaça. |                                                                                             |                     |                  |                                 |                        |
| 8 | "Mikey Fica no Comando (BR)" "Mikey Takes Charge"                                           | 9 de agosto de 2024 | Alex Hanson      | ASA                             | 16 de novembro de 2024 |
| Michelangelo e Genghis Sapo vão a uma loja de conveniência para fazer compras e descobrem um assalto feito pelos membros do Purple Dragons, Hun, Angel e Cane. Durante a batalha, o chão começa a tremer e um buraco se forma no chão da loja enquanto uma máquina de venda automática bloqueia a saída. A água subindo no buraco contém uma criatura não identificada. Michelangelo aconselha todos a subirem nas prateleiras. Ele logo descobre que a criatura é uma enguia mutante, Lee the Eel, que eletrificou a água. Depois de lutar por algum tempo, Michelangelo elabora um plano para prender Lee em cabos pendurados no teto, deselectrificando a água. O plano dá certo e todos saem da loja. Michelangelo volta para pegar Lee, apenas para descobrir que ela escapou. |                                                                                             |                     |                  |                                 |                        |
| 9 | "Splinter e April Enfrentam um Peixinho Dourado (BR)" "Splinter and April Fight a Goldfish" | 9 de agosto de 2024 | Haley Mancini    | ASA                             | 23 de novembro de 2024 |
| Percebendo que o esgoto está inundando como resultado da tempestade em andamento, April verifica Splinter e as Tartarugas. No covil do esgoto, April tenta convencer Splinter a ir embora, mas eles são logo atacados por um peixe dourado mutante chamado Goldfin. Splinter e April capturam Goldfin e o interrogam. Goldfin explica que ele e sua gangue, os "East River Three", eram animais marinhos normais até que a máquina de Superfly os transformou em mutantes. Goldfin acrescenta que eles desejam um lar. Uma enorme onda de água leva Splinter embora, e anêmonas do mar mutantes amarram April. Splinter retorna com um exército de ratos e salva April, mas Goldfin escapa. Splinter e April então vão atrás de Goldfin. |                                                                                             |                     |                  |                                 |                        |
| 10 | "Donnie Vai Fundo (BR)" "Donnie Goes Deep"                                                  | 9 de agosto de 2024 | Matthew Bass     | ASA                             | 30 de novembro de 2024 |
| Donatello e Wingnut estão a caminho para consertar o fornecimento de energia do covil do esgoto quando Lee, a Enguia, atravessa o túnel do esgoto, formando um buraco que os joga nos níveis mais baixos. Eles notam água subindo e um jacaré, que eles presumem ser um Leatherhead desmutado. Após confrontos com o jacaré, Donatello tenta se conectar com ele, ainda pensando que é Leatherhead. O verdadeiro Leatherhead então chega, revelando que o jacaré com o qual eles estão lutando é diferente. Donatello, Wingnut e Leatherhead juntos cuidam do jacaré e de um adicional. O trio segue para a saída e encontra Raphael, Scumbug e Ray Fillet. Em uma história paralela de flashback, os East River Three elaboram um plano para recuperar a pérola gigante que foi tirada por humanos de sua casa em East River. Goldfin decide pedir ajuda ao chefe do crime Bad Bernie. |                                                                                             |                     |                  |                                 |                        |
| 11 | "Leonardo se Prepara (BR)" "Leonardo Saddles Up"                                            | 9 de agosto de 2024 | Elise Roncace    | ASA                             | 7 de dezembro de 2024  |
| Leonardo persegue Pigeon Pete pela cidade de Nova York enquanto um policial chamado Hauser, que odeia pombos, os segue. Eles encontram Mustang Sally, um cavalo-marinho mutante e membro do East River Three, em um posto de bombeamento. Leonardo e Mustang Sally se envolvem em uma batalha, mas o posto de bombeamento logo é cercado por policiais armados liderados pelo policial Hauser. Enquanto o prédio é emboscado, Pete fala pela primeira vez e, com Leonardo, escapa do posto de bombeamento pouco antes de Sally derrubá-lo com sucesso e inundar o Museu de História Natural. |                                                                                             |                     |                  |                                 |                        |
| 12 | "A Pérola" "The Pearl"                                                                      | 9 de agosto de 2024 | Alex Hanson      | ASA                             | 14 de dezembro de 2024 |
| Bad Bernie convence Goldfin a trair seus amigos por riquezas. Os East River Three recuperam a pérola do Museu de História Natural inundado. Donatello confia aos aliados mutantes das Tartarugas a tarefa de desarmar uma bomba colocada por Goldfin nos esgotos. As Tartarugas se reúnem e, com Pigeon Pete e Genghis Frog, lutam contra os East River Three no museu. Goldfin destrói o museu e escapa com a pérola, deixando todos para trás. As Tartarugas perseguem Goldfin até o píer. Goldfin dá a pérola a Bernie em um barco, mas as Tartarugas, April, Splinter e um exército de ratos os interrompem. As Tartarugas e Splinter derrotam Goldfin no momento em que Lee the Eel e Mustang Sally percebem sua traição. Goldfin empurra todos, exceto Bernie, para o mar e foge com ele no barco. Ray Fillet traz a bomba do esgoto e as Tartarugas e aliados a colocam no barco, parando Bernie e Goldfin. A pérola é devolvida ao East River, Lee e Sally procuram um novo lar, e Bernie e Goldfin sobrevivem à explosão do barco.                                                   |                                                                                             |                     |                  |                                 |                        |

## Produção

### Desenvolvimento
De acordo com Christopher Yost, durante o meio da produção de Teenage Mutant Ninja Turtles: Mutant Mayhem (2023), os produtores Seth Rogen e Evan Goldberg receberam aprovação para desenvolver uma série de televisão de streaming canônica. Yost foi então abordado para ver se ele estaria interessado em conhecer Rogen e, após concordarem, os dois discutiram o que a série poderia ser. Alan Wan foi trazido para trabalhar com Yost. Juntos, os dois tiveram experiência trabalhando na série das Tartarugas Ninjas de 2003, na série de 2012 e na série Rise of the Teenage Mutant Ninja Turtles de 2018.
Em julho de 2023, a Variety relatou que uma sequência de filme e uma série de animação em 2D para Mutant Mayhem foram aprovadas. A série, intitulada Tales of the Teenage Mutant Ninja Turtles, foi relatada como uma ponte entre Mutant Mayhem e a sequência do filme, dos que foi programada para ser lançada nos cinemas em 2026. Yost e Wan foram anunciados como produtores executivos e showrunners. Lukas Williams foi definido para supervisionar a produção da Point Grey Pictures, que coproduz com o Nickelodeon Animation Studio. A produção da Nickelodeon foi supervisionada por Claudia Spinelli, vice-presidente sênior da Nickelodeon Animation, e Nikki Price, diretora de desenvolvimento e executiva responsável pela produção.
Apesar de supostamente ter recebido sinal verde para duas temporadas no anúncio, Yost disse mais tarde em uma entrevista em agosto de 2024 que não tinha certeza se haveria uma segunda temporada, mas disse que eles tinham muitas ideias para uma.

### Elenco e gravação de voz
Junto com o anúncio da série em julho de 2023, Micah Abbey, Shamon Brown Jr., Nicolas Cantu e Brady Noon foram confirmados para reprisar seus papéis de voz de Mutant Mayhem como as quatro Tartarugas. Ayo Edebiri foi posteriormente confirmada para reprisar seu papel como April O'Neil em fevereiro de 2024. Em junho de 2024, Alanna Ubach e Pete Davidson foram confirmados como estrelas convidadas na série como Bishop e Rod, respectivamente. Em julho de 2024, Rose Byrne, Natasia Demetriou e Post Malone foram confirmados para reprisar seus papéis como Leatherhead, Wingnut e Ray Fillet. Christopher Mintz-Plasse, Timothy Olyphant, Jillian Bell e Danny Trejo foram anunciados para interpretar novos personagens, Pigeon Pete, Goldfin, Lee the Eel e Mustang Sally. Mais tarde naquele mês, foi anunciado que Carlin James e Jamila Velasquez dublaram Hun e Angel.
Ao contrário de Mutant Mayhem, em que Abbey, Brown, Cantu e Noon gravaram suas vozes juntas, para Tales, elas gravaram independentemente umas das outras. Os atores sentiram que a decisão afetou a maneira como se apresentaram e os ajudou a se aprofundar em seus respectivos personagens.  Splinter, que foi dublado anteriormente por Jackie Chan em Mutant Mayhem, fala apenas em uma língua sem sentido chamada "vermin" em Tales.Fred Tatasciore fornece a voz e é creditado como "Splinter Vermin". Ubach não sabia como era sua personagem, Bishop, até o primeiro dia de gravação de voz. Ao ver uma foto, ela soube instantaneamente em que direção queria levar sua performance.

### Escrita
Ao contrário das séries anteriores das Tartarugas Ninjas, que foram desenvolvidas primeiro como programas de televisão, Tales é uma continuação de um filme. Isso significava que os produtores tiveram que usar Mutant Mayhem como um mapa-guia no desenvolvimento. Assim como no filme, os produtores enfatizaram o aspecto adolescente das Tartarugas Ninjas. A série é apresentada do ponto de vista das Tartarugas. Yost disse que às vezes pensam nisso como "Tales by the Teenage Mutant Ninja Turtles", acrescentando que havia um elemento narrador pouco confiável nisso. Yost assistia frequentemente ao filme Superbad (2007) em um esforço para capturar a voz adolescente para a série. Os produtores descreveram o mundo apresentado na série como sendo mais fundamentado do que aqueles das encarnações anteriores das Tartarugas Ninjas.
A série vê as Tartarugas Ninjas sendo separadas e tendo que trabalhar sozinhas. Essa ideia foi concebida por Yost e Wan durante discussões com Rogen e Goldberg no início do desenvolvimento da série como uma forma de se distinguir das séries anteriores das Tartarugas Ninjas, explorando a personalidade e o crescimento de cada Tartaruga fora de seus relacionamentos entre si. Yost queria fazer uma abordagem diferente de Bishop, um personagem que apareceu pela primeira vez na série Tartarugas Ninjas de 2003. Além disso, ele procurou que as Tartarugas lidassem com um vilão muito diferente de Superfly, o vilão de Mutant Mayhem, e queria que robôs estivessem envolvidos. Seu objetivo final era criar uma versão do personagem que fosse única da versão original de 2003, mas que ainda acabasse em um "lugar estranhamente semelhante". A equipe fez esforços para integrar April O'Neil nas histórias e garantir que ela não se sentisse muito distante das Tartarugas.
O estúdio de animação independente Titmouse fornece a animação para a série. Assim como Mutant Mayhem, que adotou uma abordagem não convencional para sua animação CG, Wan queria que a série tivesse uma aparência de animação 2D não convencional. Ele queria capturar um sentimento "punk rock" e descreveu o estilo como áspero e cru. O showrunner sentiu que o estilo de arte mais bruto da série ajudou a distingui-la de seus pares de desenhos animados de ação de aparência mais limpa. Wan também sentiu que o estilo de arte homenageava os quadrinhos originais das Tartarugas Ninjas de Kevin Eastman e Peter Laird. A série usa desenhos de histórias em quadrinhos de Leonardo como um dispositivo de enquadramento, que os showrunners também adicionaram como uma homenagem aos quadrinhos. Para as sequências de ação, a equipe se inspirou em várias iterações das Tartarugas Ninjas, incluindo Mutant Mayhem, os filmes de ação ao vivo dos anos 90 e Rise of the Teenage Mutant Ninja Turtles.

## Lançamento
Tales of the Teenage Mutant Ninja Turtles estreou no Paramount+ em 9 de agosto de 2024, com todos os 12 episódios encomendados.

### Marketing
Dois teaser trailers foram lançados em 8 de fevereiro de 2024 e 25 de abril de 2024, respectivamente. Um trailer oficial foi lançado durante o evento IGN Live em 7 de junho de 2024.  Becca Caddy do TechRadar elogiou o humor e os visuais, e sentiu que a série iria "entregar a amada mistura de ação colorida, sagacidade afiada e humor" associada à franquia. Wes Davis do The Verge disse que a série parece ser "tão linda quanto o filme de animação 3D do qual surgiu", e Joey Paur do GeekTyrant comentou que "parece que vai ser um show totalmente radical!" A sequência do título da série estreou na San Diego Comic-Con em julho de 2024. James Whitbrook do Gizmodo chamou-o de "um riff muito legal e estiloso na transição da estética do filme para uma forma 2D". Uma primeira olhada em bonecos de ação da Playmates Toys foi revelada em março de 2024.